# عنقودية مولدة للألوان
عنقودية مولدة للألوان (الاسم العلمي:Staphylococcus chromogenes) هي نوع مخثر سلبي من البكتيريا تتبع جنس العنقودية من فصيلة المكورات العنقودية.
ويرتبط هذا النوع مع التهاب الضرع في الحيوانات اللبونة.